# Антон Кобергер
Антон Кобергер (нім. Anton Koberger; також Koburger, Coberger, Coburger; бл. 1440, Нюрнберг — 3 жовтня 1513, там само) — відомий німецький друкар, видавець і книготорговець епохи інкунабул. Хрещений батько Альбрехта Дюрера.

## Життєпис

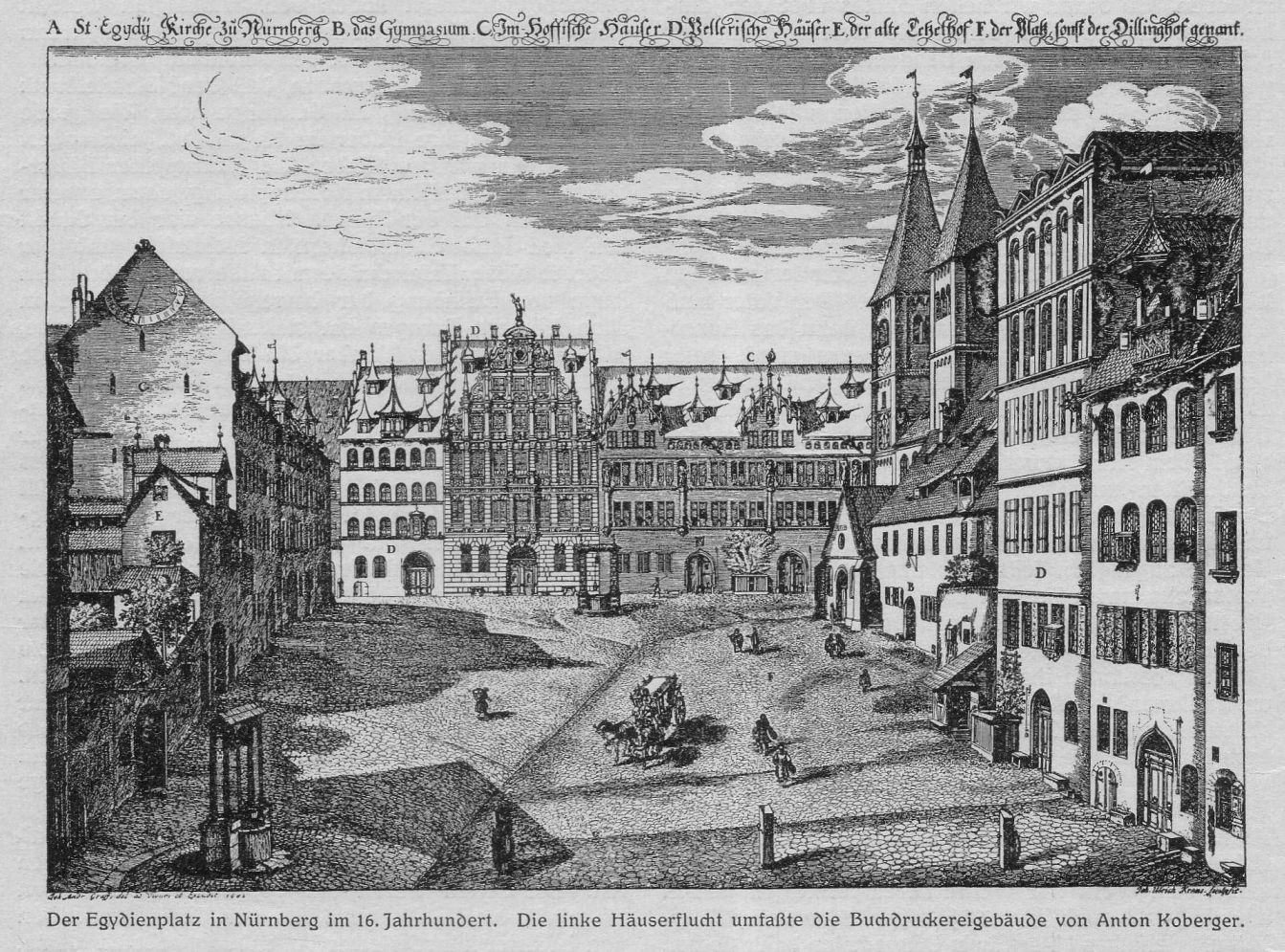
Егідієнплац (Нюрнберг). Зліва будинки, в яких була облаштована друкарня Кобергера

Антон Кобергер народився в сім'ї нюрнберзьких пекарів. Про його дитинство і освіту відомостей немає. Вперше він згадується в нюрнберзьких документах у 1464 році. 1470-го року Кобергер одружився з Урсулою Інграм, а після її смерті в 1491 році оженився на Маргарете Гольцшуер. Обидві його дружини походили з сімей нюрнберзьких патриціїв і народили 25 дітей, з яких лише 13 досягли дорослого віку.
У 1470 році Кобергер заснував друкарню, яка згодом перетворилась на велике підприємство, поглинувши ряд інших типографій. Завдяки видавничій діяльності Кобергера Нюрнберг став одним з двох найбільших центрів друкування в Європі (іншим була Венеція). Кобергер був найуспішнішим книговидавцем свого часу. Він володів значною кількістю друкарських верстатів (від 15-ти до 24-х, дані різняться), а працювало на його типографіях десь 100 фахівців — від друкарів до ілюстраторів. Кобергеру належали також дві паперові фабрики. Зниження виробничих витрат він досягав уніфікацією шрифту і набору. Регулярний збут гарантувало видання популярних книжок. Кобергер налагодив співпрацю з іншими книготорговцями, обмінюючись з ними продукцією, залучив мандрівних агентів, заснував філії у Венеції, Мілані, Парижі, Ліоні та Відні. За інформацією П. Попова, який посилається на І. Свєнціцького, у 1486 році книги Кобергера вже продавалися у Львові.  Тож Кобергера можна назвати успішним бізнесменом у галузі книгодрукування і книготоргівлі.
Загалом Кобергер видав щонайменше 220 публікацій, більшість з яких були фоліантами з накладом до 1600 примірників. Книжки Кобергера відзначалися красою і чітким шрифтом, котрий було легко читати. Окрім того, багато книжок Кобергера були прикрашені вишуканими гравюрами. Ще за життя Кобергера велику славу йому принесли три його видання. Це «Скарбниця справжніх багатств» – книга, написана францисканським монахом Стефаном Фридоліном й ілюстрована в майстерні Міхаеля Вольгемута; «Всесвітня хроніка» Гартмана Шеделя, також ілюстрована в майстерні Вольгемута; видання серії гравюр «Апокаліпсис» Альбрехта Дюрера. У бібліотеках, музеях та наукових закладах України зберігається чимало примірників цієї інкунабули. Зокрема у Львівській національній науковій бібліотеці України ім. В. Стефаника зберігається примірник «Всесвітньої хроніки» Гартмана Шеделя (1493), ілюстрований 1809 гравюрами на дереві Міхаеля Вольгемута і Вільгельма Пляйденвурфа. Примірники цієї хроніки латинською та німецькою мовами зберігаються також у відділі стародруків та рідкісних видань Національної бібліотеки України імені В.І. Вернадського. Інформація, що стосується історії України, міститься у хроніці Шеделя в розділі «Про європейську область Сарматію». Переклад цього розділу українською мовою видало окремою книгою одеське видавництво «Астропринт» у 2007 році
У 1488 році Кобергер був зачислений до Великої Ради міста Нюрнберга і таким чином став одним з патриціїв міста.
Антон Кобергер помер 3 жовтня 1513 року і був похований на Йоганновому кладовищі в Нюрнберзі. Нащадки не змогли так само успішно вести справу. В 1526 році типографія була закрита, а шість років потому родина перестала займатись і книготоргівлею.

## Видання Біблій
Неабияку увагу Кобергер приділяв виданню Біблій. Він 15 раз видавав Біблію латинню (Biblia Latina), вперше 1475-го року. За інформацією П. Попова, одна з таких Біблій зберігалася у Києві в Відділі друку Лаврського музею. Деякі видання були прикрашені ілюстраціями, що зображали Ноїв ковчег, 10 заповідей, храм Соломона. В 1483 році Кобергер видав німецьку Біблію (Biblia Germanica) дуже великим як на той час накладом — близько 1500 примірників. Це видання містило понад сотню виконаних на дереві гравюр, котрі приваблювали читача і допомагали краще зрозуміти написане. Німецька Біблія, видана Кобергером у 1483 році, отримала широке визнання. Однак це була єдина Біблія німецькою мовою, яку йому вдалось надрукувати. Хоча редактори Кобергера ретельно вивірили текст на відповідність схваленій церквою латинській Вульгаті, але за основу свого видання він взяв заборонений цензурою переклад Біблії, здійснений вальденсами у XIV столітті. Наступного року за згодою папи Інокентія VIII почалась ліквідація громад вальденсів. Після цього протидія перекладу Біблії на мови, зрозумілі простим людям, лише посилювалась. 22 березня 1485 року архієпископ Майнца Бертольд видав указ, який забороняв переклад Біблії на німецьку мову. А 4 січня наступного року Бертольд продовжив дію свого указу. За таких обставин Кобергер не наважився знову друкувати Біблію німецькою мовою. Проте він таки посприяв тому, щоб Біблія з'явилась в домах простих людей.